# Ralf Aron
Ralf Aron (Tallin, Estonia,  21 de marzo de 1998) es un piloto de automovilismo estonio.
Compitió en el Campeonato Europeo de Fórmula 3 de la FIA y el Gran Premio de Macao en 2017 y 2018.
Tras eso dio un impás en su carrera y fue director de equipo en Prema, pero continuó compitiendo esporádicamente: ganó la carrera lituana Aurum 1006 km de GT tres veces.
En 2023 retomó su carrera en GT World Challenge, para luego seguir compitiendo en otras categorías de GT3.

## Resumen de carrera
| Temporada | Categoría                                   | Equipo                           | Carreras     | Victorias    | Poles        | VR           | Podios       | Puntos       | Pos.         |
| --------- | ------------------------------------------- | -------------------------------- | ------------ | ------------ | ------------ | ------------ | ------------ | ------------ | ------------ |
| 2014      | Fórmula Renault 1.6 NEC                     | Scuderia Nordica                 | 15           | 2            | 0            | 3            | 7            | 263          | 2.º          |
| 2014      | Fórmula Renault 1.6 Nórdica                 | Scuderia Nordica                 | 13           | 5            | 3            | 5            | 5            | 146          | 6.º          |
| 2014      | Fórmula Renault 1.6 NEZ                     | Scuderia Nordica                 | 7            | 3            | 2            | 3            | 3            | 95           | 2.º          |
| 2014      | Trofeo italiano de invierno F4              | Prema Powerteam                  | 2            | 1            | 2            | 1            | 2            | N / A        | 1.º          |
| 2015      | Campeonato italiano de F4                   | Prema Powerteam                  | 21           | 9            | 7            | 6            | 13           | 331          | 1.º          |
| 2015      | ADAC Fórmula 4                              | Prema Powerteam                  | 12           | 1            | 0            | 2            | 4            | 120          | 9.º          |
| 2016      | Campeonato de Europa de Fórmula 3 de la FIA | Prema Powerteam                  | 29           | 1            | 0            | 0            | 2            | 166          | 7.º          |
| 2016-17   | MRF Challenge Formula 2000                  | MRF Racing                       | 12           | 1            | 0            | 3            | 8            | 168          | 5.º          |
| 2017      | Campeonato de Europa de Fórmula 3 de la FIA | Hitech GP                        | 30           | 0            | 1            | 1            | 2            | 123          | 9.º          |
| 2017      | Gran Premio de Macao                        | Van Amersfoort Racing            |              |              |              |              |              |              | 3.º          |
| 2018      | Campeonato de Europa de Fórmula 3 de la FIA | Prema Theodore Racing            | 30           | 4            | 0            | 2            | 8            | 254,5        | 6.º          |
| 2018      | Gran Premio de Macao                        | SJM Theodore Racing de Prema     |              |              |              |              |              |              | 6.º          |
| 2019      | Aurum 1006 km - GT Open                     | Circle K milesPLUS Racing Team   |              |              |              |              |              |              | 1.º          |
| 2020      | Aurum 1006 km - GT Open                     | Circle K milesPLUS Racing Team   |              |              |              |              |              |              | 1.º          |
| 2021      | Aurum 1006 km - GT Open                     | Circle K milesPLUS Racing Team   |              |              |              |              |              |              | 1.º          |
| 2022      | Aurum 1006 km - GT3                         | Circle K milesPLUS Racing Team   |              |              |              |              |              |              | 2.º          |
| 2023      | ADAC GT Masters                             | Haupt Racing Team                | 12           | 1            | 1            | 2            | 4            | 170          | 2.º          |
| 2023      | GT World Challenge Europe Endurance Cup     | Theeba Motorsport                | 5            | 0            | 0            | 0            | 0            | 0            | NC           |
| 2024      | GT World Challenge Asia                     | Climax Racing                    | 10           | 0            | 1            | ?            | 1            | 34           | 20.º         |
| 2024      | Nürburgring Langstrecken-Serie - SP9        | Team ADVAN x HRT                 | ?            | ?            | ?            | ?            | ?            | ?            | ?            |
| 2024      | Nürburgring Langstrecken-Serie - SP9        | Mercedes-AMG Team Landgraf       | ?            | ?            | ?            | ?            | ?            | ?            | ?            |
| 2024      | Intercontinental GT Challenge               | Team ADVAN x HRT                 | 2            | 0            | 0            | 0            | 0            | 0            | NC           |
| 2024      | 24 Horas de Nürburgring - SP9               | Team ADVAN x HRT                 |              |              |              |              |              |              | 18.º         |
| 2024      | GT World Challenge Europe Endurance Cup     | Mercedes-AMG Team GruppeM Racing | 1            | 0            | 0            | 0            | 0            | 0            | NC           |
| 2024      | GT World Challenge Europe Endurance Cup     | Boutsen VDS                      | 1            | 0            | 0            | 0            | 0            | 0            | NC           |
| 2024      | Copa Mundial de GT de la FIA                | TORO Racing                      |              |              |              |              |              |              | 12.º         |
| 2024-25   | Asian Le Mans Series - GT                   | Climax Racing                    | 6            | 0            | 1            | 0            | 0            | 26           | 14.º         |
| 2025      | IMSA SportsCar Championship - GTD           | Lone Star Racing                 | Disputándose | Disputándose | Disputándose | Disputándose | Disputándose | Disputándose | Disputándose |
| Fuente:   |                                             |                                  |              |              |              |              |              |              |              |

## Resultados

### Campeonato de Italia de Fórmula 4
(Clave) (negrita indica pole position) (cursiva indica vuelta rápida)

| Año  | Equipo          | 1   | 1   | 1   | 2   | 2   | 2   | 3    | 3    | 3    | 4   | 4   | 4   | 5   | 5   | 5   | 6    | 6    | 6    | 7   | 7   | 7   | Pos. | Puntos |
| ---- | --------------- | --- | --- | --- | --- | --- | --- | ---- | ---- | ---- | --- | --- | --- | --- | --- | --- | ---- | ---- | ---- | --- | --- | --- | ---- | ------ |
| 2015 | Prema Powerteam | VAL | VAL | VAL | MNZ | MNZ | MNZ | IMO1 | IMO1 | IMO1 | MUG | MUG | MUG | ADR | ADR | ADR | IMO2 | IMO2 | IMO2 | MIS | MIS | MIS | 1.º  | 282    |
| 2015 | Prema Powerteam | 1   | 11  | 1   | 3   | 6   | 2   | 1    | 15   | 1    | 1   | 11  | 1   | 3   | 6   | 2   | 1    | 4    | 1    | 1   | Ret | 20  | 1.º  | 282    |

### Campeonato de Europa de Fórmula 3 de la FIA
(Clave) (negrita indica pole position) (cursiva indica vuelta rápida)

| Año  | Equipo                | 1         | 1         | 1        | 2       | 2        | 2         | 3        | 3        | 3        | 4         | 4        | 4        | 5       | 5         | 5        | 6         | 6        | 6         | 7         | 7        | 7        | 8        | 8       | 8        | 9        | 9       | 9         | 10      | 10       | 10       | Pos. | Puntos |
| ---- | --------------------- | --------- | --------- | -------- | ------- | -------- | --------- | -------- | -------- | -------- | --------- | -------- | -------- | ------- | --------- | -------- | --------- | -------- | --------- | --------- | -------- | -------- | -------- | ------- | -------- | -------- | ------- | --------- | ------- | -------- | -------- | ---- | ------ |
| 2016 | Prema Powerteam       | LEC 1 7   | LEC 2 Ret | LEC 3 7  | HUN 1   | HUN 2    | HUN 3 DNS | PAU 1 13 | PAU 2 6  | PAU 3 15 | RBR 1 9   | RBR 2 12 | RBR 3 9  | NOR 1 4 | NOR 2 10  | NOR 3 9  | ZAN 1 14  | ZAN 2 6  | ZAN 3 8   | SPA 1 8   | SPA 2 14 | SPA 3 13 | NÜR 1 6  | NÜR 2 4 | NÜR 3 14 | IMO 1 7  | IMO 2 4 | IMO 3 4   | HOC 1 4 | HOC 2 5  | HOC 3 8  | 7.º  | 166    |
| 2017 | Hitech GP             | SIL 1 Ret | SIL 2 16  | SIL 3 10 | MNZ 2 8 | MNZ 2 9  | MNZ 3 8   | PAU 1 5  | PAU 2 5  | PAU 3    | HUN 1 Ret | HUN 2 12 | HUN 3 13 | NOR 1 9 | NOR 2 5   | NOR 3 4  | SPA 1 11  | SPA 2 8  | SPA 3 7   | ZAN 1 Ret | ZAN 2 10 | ZAN 3 8  | NÜR 1 14 | NÜR 2 5 | NÜR 3    | RBR 1 12 | RBR 2 6 | RBR 3 18† | HOC 1 8 | HOC 2 10 | HOC 3 19 | 9.º  | 123    |
| 2018 | Prema Theodore Racing | PAU 1 2   | PAU 2 8   | PAU 3 1‡ | HUN 1 5 | HUN 2 12 | HUN 3 7   | NOR 1 2  | NOR 2 13 | NOR 3 6  | ZAN 1     | ZAN 2 1  | ZAN 3 14 | SPA 1 3 | SPA 2 Ret | SPA 3 14 | SIL 1 Ret | SIL 2 10 | SIL 3 Ret | MIS 1 7   | MIS 2 5  | MIS 3 1  | NÜR 1 5  | NÜR 2 5 | NÜR 3 8  | RBR 1 23 | RBR 2 5 | RBR 3 9   | HOC 1 6 | HOC 2 3  | HOC 3 15 | 6.º  | 242.5  |

### Gran Premio de Macao
| Año  | Equipo                       | Q    | QR   | Pos. |
| ---- | ---------------------------- | ---- | ---- | ---- |
| 2017 | Van Amersfoort Racing        | 1.º  | 13.º | 3.º  |
| 2018 | SJM Theodore Racing de Prema | 10.º | 9.º  | 6.º  |